# Schwansbell

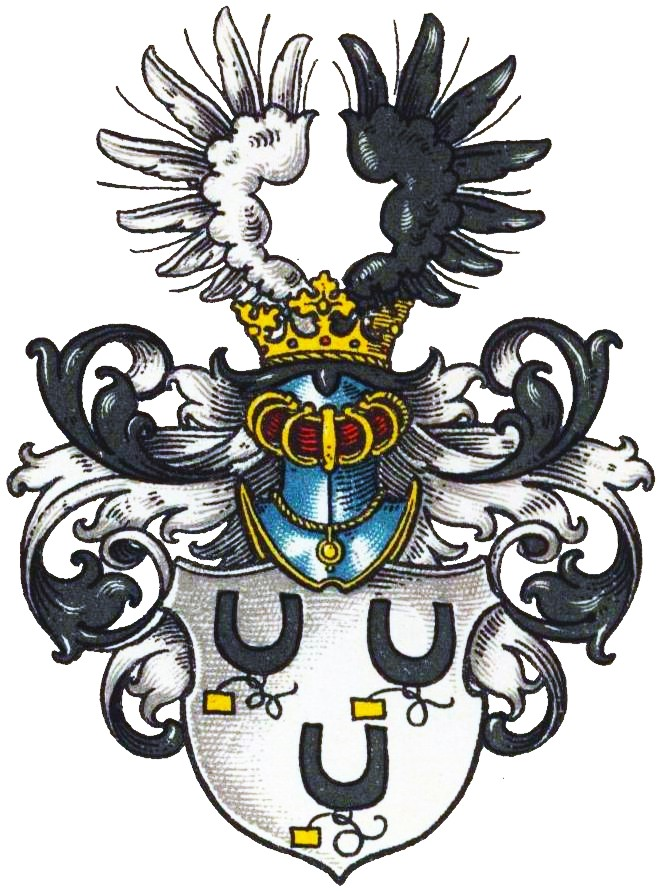
Wappen derer von Schwansbell im Wappenbuch des Westfälischen Adels

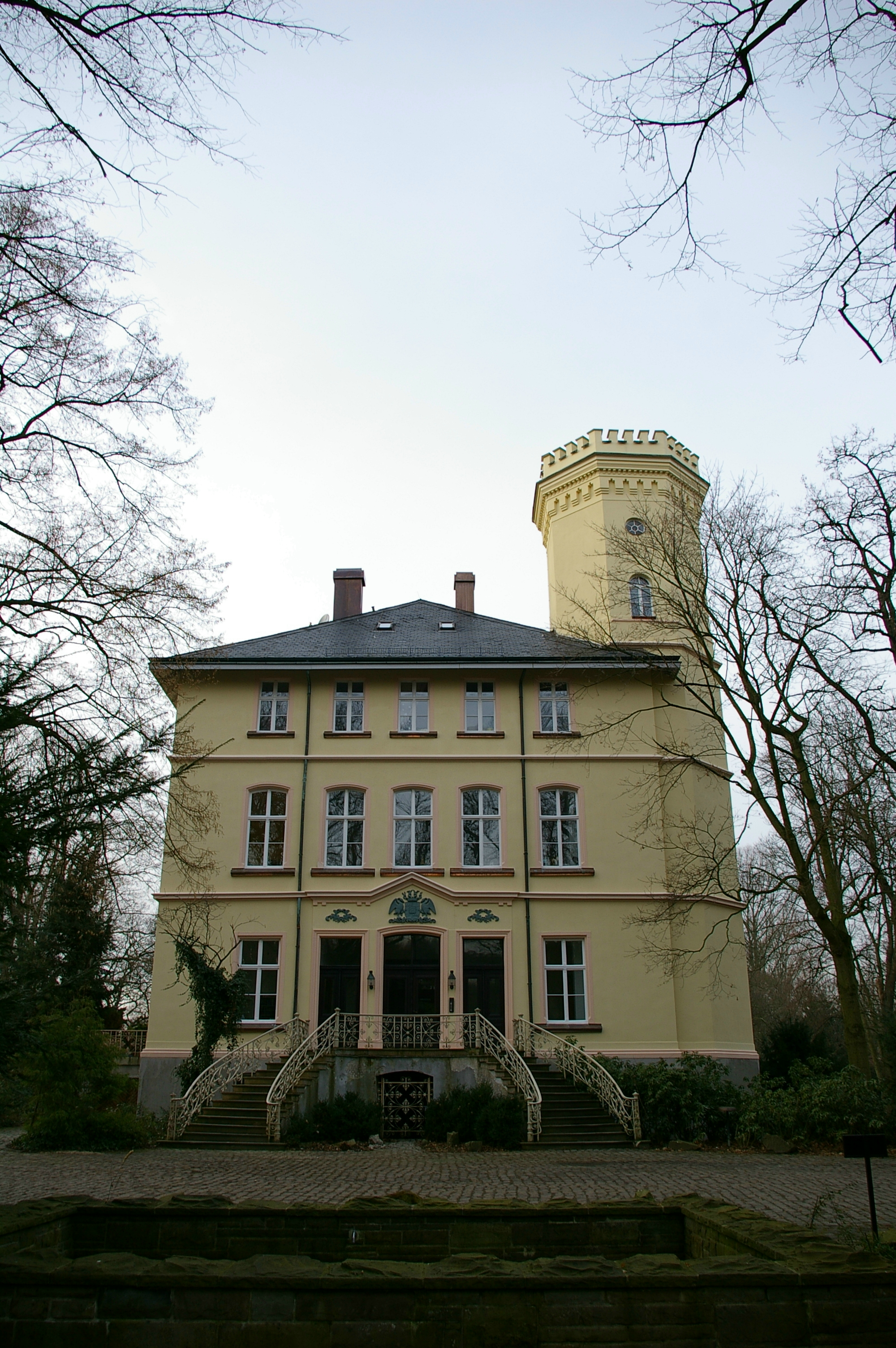
Schloss Schwansbell, Eingangsbereich

Schwansbell (auch: Schwantzbell, Schwanßbell o. ä.) ist der Name eines erloschenen westfälischen ursprünglich edelfreien Adelsgeschlechts.

## Geschichte
Der Stammsitz des aus der Grafschaft Mark stammenden Geschlechts war Schloss Schwansbell bei Lünen, unweit von Dortmund. Schloss Schwansbell war schon 1187 und noch 1663 in der Hand der Familie, die erstmals 1187 mit dem edelfreien Herebordus Nobilis de Suanbole erscheint. Die Familie erwarb mehrere andere Güter und saß 1406 zu Garenfeld, 1415 zu Höringhof, 1444 zu Böinckhof, 1461 zu Westrop und war noch 1738 zu Aden und Oberfelde unweit von Lünen begütert.

## Persönlichkeiten
- Diderich von Schwansbell (um 1400), Kölner Kanoniker, stiftete einen Altar für die St.-Marien-Kirche
- Christoph von Schwansbell  (* ca. 1586), 1628 kaiserlicher Obristleutnant
- Jobst von Schwansbell zu Haus Oberfelde und Haus Aden († 1652), Obristleutnant (Amtmann zu Unna, Rentmeister zu Hörde) oo Elisabeth Johanna von Boenen.
  - Kinder Christina Elisabeth, Jost und Friedrich Wilhelm von Schwansbell wie auch Sidonia von Asbeck geb. von Schwansbell.

## Wappen
Blasonierung: In Silber drei (2:1) schwarze Steigbügel mit goldener Schnalle. Auf dem gekrönten Helm mit schwarz-silbernen Helmdecken ein offener Flug, rechts silbern, links schwarz.